# Loïc Prud'homme
Pour les articles homonymes, voir Prud'homme.
Loïc Prud'homme, né le 19 août 1969 à Bègles, est un homme politique français. 
Membre de La France insoumise, il est élu député dans la 3e circonscription de la Gironde lors des élections législatives de 2017, puis réélu en 2022 et en 2024.

## Biographie

### Carrière professionnelle
Après un début de parcours professionnel dans le privé, Loïc Prud'homme devient technicien à l'Institut national de la recherche agronomique, organisme public chargé des travaux sur l'alimentation et l'agriculture. Il est spécialisé en sciences du sol (érosion et propriétés hydriques) puis sur le cycle des éléments minéraux, en particulier le phosphore.

### Engagements politiques
Il est militant associatif et syndical.
À l'élection présidentielle de 2012, il mène campagne pour le Front de gauche de Jean-Luc Mélenchon, convaincu par sa capacité à « faire la jonction entre les questions sociales et environnementales ». 
Aux élections municipales de 2014 à Villenave-d'Ornon, il est candidat en cinquième position sur la liste « Pour Villenave-d'Ornon : la gauche, la vraie », sans être élu.
Loïc Prud'homme est candidat aux législatives en Gironde, dans la troisième circonscription de la Gironde, précédemment détenue par Noël Mamère. Il arrive en deuxième position à l'issue du premier tour, le 11 juin 2017,  avec 19,02 % des suffrages, loin derrière Marik Fetouh, candidat de La Rem qui obtient 33,77 % des suffrages. Au second tour, le 18 juin 2017, il est élu député sous les couleurs de La France insoumise. Il bat de 131 voix (0,40 %) son adversaire, Marik Fetouh, adjoint au maire de Bordeaux,. Il s'agit de son premier mandat électif,,. Il est le seul élu de La France insoumise en région Nouvelle-Aquitaine.
Loïc Prud'homme prend position pour les causes écologistes, et entend par exemple défendre la sauvegarde des zones naturelles face aux projets immobiliers.
En mai 2022, il est investi par La France Insoumise, pour la coalition Nouvelle Union populaire écologique et sociale, dans la troisième circonscription de la Gironde. Il est réélu avec 59,27% des suffrages exprimés.

### Vie privée
Né à Bègles, il habite la ville voisine de Villenave-d'Ornon. Il est père d'un garçon né en 2002.

### Vie politique
De mars à septembre 2018, il préside une commission d'enquête parlementaire sur l’alimentation industrielle : qualité nutritionnelle, rôle dans l’émergence de pathologies chroniques, impact social et environnemental de sa provenance. Le rapport de cette commission a abouti en février 2019 à l'adoption d'une loi, initialement destinée à protéger la population contre la malbouffe, mais largement amputée par la majorité présidentielle (LREM). En effet, ne reste comme mesure principale que l'affichage du Nutri-score sur la publicité. L'association foodwatch dénonce la suppression d'un article prévoyant l'interdiction de la publicité et du marketing à destination des enfants pour leur donner envie de manger des aliments trop sucrés, trop gras et/ou trop salés. 
Il s'est aussi engagé pour l’interdiction des pesticides à base de glyphosate ou la création d’un délit d’obsolescence programmé et d’une garantie de disponibilité des pièces détachées portant a minima sur la durée de garantie légale. D'après le site Reporterre, Loïc Prud’homme a été « très impliqué à l’Assemblée nationale sur les questions écologiques ». 
Il soutient le mouvement des Gilets jaunes et participe régulièrement aux manifestations. Le 2 mars 2019, après avoir participé à Bordeaux à une manifestation et qu'il était en train de la quitter, il est blessé à une oreille par un coup de matraque porté par un policier. À la suite du dépôt de plainte auprès de l’Inspection générale de la police nationale le préfet Didier Lallement réplique rapidement sur le compte Twitter de la préfecture : les forces de l’ordre « ont correctement fait leur travail [...]. Je les soutiens totalement », écrit-il. Dans une réponse à ces faits, devant l'Assemblée nationale, le ministre de l'Intérieur, Christophe Castaner oppose une autre version des faits, et reproche au député d'avoir « provoqué » les policiers. Pour protester contre ce qu'il perçoit comme une caution gouvernementale donnée à des violences policières, le groupe de La France insoumise quitte l'hémicycle.

## Résultats aux élections législatives
| Année | Parti       | Parti  | Circonscription  | 1er tour | 1er tour | 1er tour | 2d tour | 2d tour | 2d tour | Issue |
| Année | Parti       | Parti  | Circonscription  | Voix     | %        | Rang     | Voix    | %       | Rang    | Issue |
| ----- | ----------- | ------ | ---------------- | -------- | -------- | -------- | ------- | ------- | ------- | ----- |
| 2017  |             | LFI    | 3e de la Gironde | 7 451    | 19,02    | 2e       | 16 248  | 50,20   | 1er     | Élu   |
| 2022  | LFI (NUPES) | 19 730 | 3e de la Gironde | 44,89    | 1er      | 24 066   | 59,27   | 1er     | Élu     |       |
| 2024  | LFI (NFP)   | 30 664 | 3e de la Gironde | 49,83    | 1er      | 32 525   | 53,84   | 1er     | Élu     |       |

## Publication
- Malbouffe : un député met les pieds dans le plat, Vergèze, Thierry Souccar Éditions, 2019, 159 p. (ISBN 978-2-36549-365-9)